# Shougang
Shougang est une entreprise sidérurgique chinoise privée. L'entreprise est connue pour avoir été obligé de déplacer ses usines polluantes de Pékin avant les jeux olympiques de 2008.
Jadis plus gros employeur et pollueur de Pékin, a déplacé ses activités à Tangshan dans la province voisine du Hebei,.